# Heinz Rudolf Unger

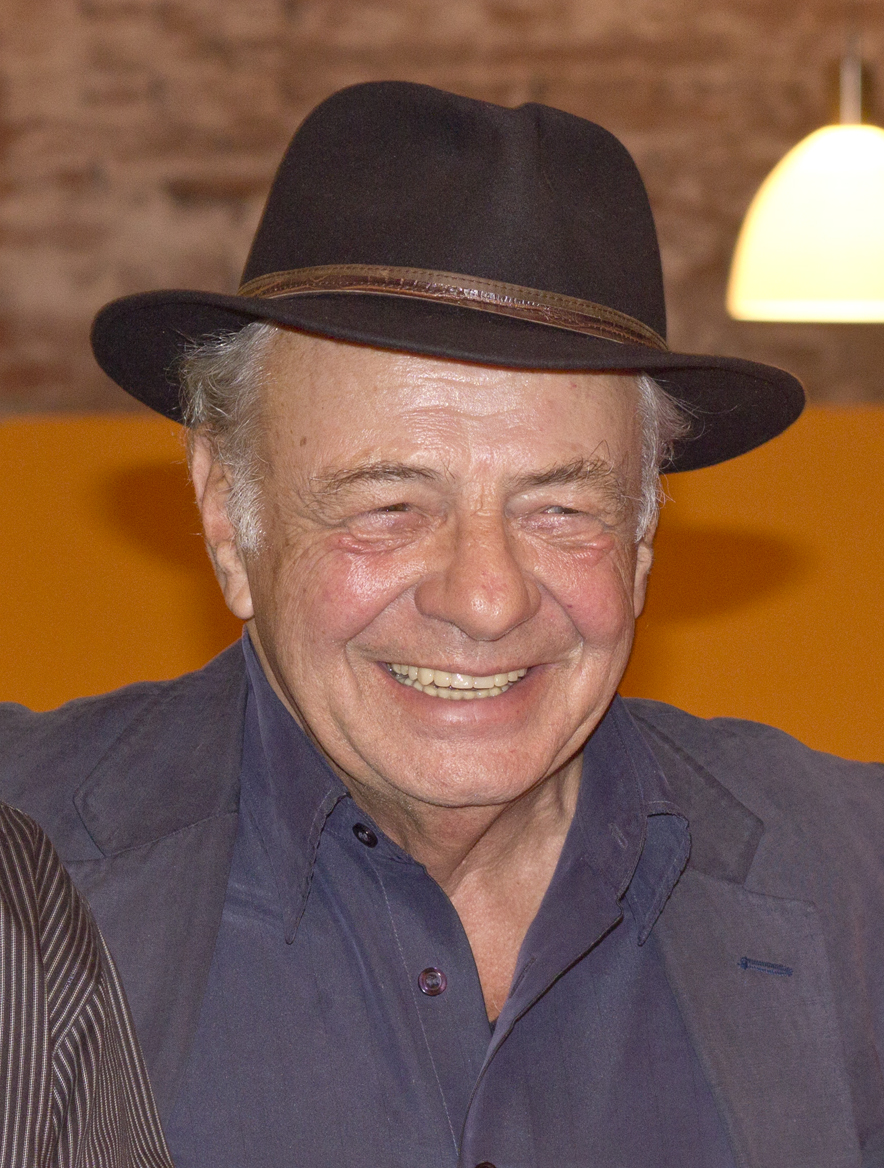
Heinz Rudolf Unger (2013)

Heinz Rudolf Unger (* 7. August 1938 in Wien; † 12. Februar 2018 ebenda) war ein österreichischer Literat. Er verfasste Romane, Lyrik, Theaterstücke, Drehbücher, Hörspiele, Lieder und Libretti sowie Kinder- und Jugendbücher und arbeitete mit Kabarettgruppen zusammen.

## Leben
Unger schloss 1953 seine Ausbildung zum Schriftsetzer ab. Seine anschließenden Reisen per Autostopp entlang der Mittelmeerküste bildeten die Grundlage für den 1992 erschienenen Jugendroman Däumling reist windwärts. 1959 war er Verlagshersteller, wobei er unter anderem durch den in England lebenden Joseph Kalmer, einen Freund Erich Frieds, mit einer wichtigen Londoner Literaturagentur in Kontakt kam. Später arbeitete Unger als Werbetexter, bevor er sich 1968 endgültig für ein Leben als freischaffender Schriftsteller entschied. Einen einjährigen Aufenthalt in den USA verarbeitete er in seinem ersten Lyrikband In der Stadt der Barbaren (1971). Seit den 1980er Jahren hielt sich Heinz R. Unger außer in Wien auch regelmäßig in Griechenland auf. Die Beziehung zu diesem Land spiegelte sich wider in seinem 1999 verlegten ersten Roman Karneval der Götter.
Im August 1971 wurde mit der Uraufführung seines Stücks Trausenit tut totentanzen im ersten Hof des Hauses des Deutschen Ritterordens ein neues Wiener Freilufttheater eröffnet.
Mitte der 1970er Jahre schrieb er den Großteil der Texte für das zweieinhalbstündige historisch-politische Oratorium Proletenpassion der Politrock-Gruppe Schmetterlinge, eine 1976 bei den Wiener Festwochen (Arena 76) uraufgeführte musikalisch-kabarettistische Revue der revolutionären Bewegungen der Neuzeit vom 16. bis ins 20. Jahrhundert.
Eines von Ungers bekanntesten Stücken ist Zwölfeläuten, das am 3. Februar 1985 am Wiener Volkstheater uraufgeführt wurde (Regie: Hermann Schmid) und 1998 bei Felix Dvoraks Berndorfer Sommerspielen ein überaus erfolgreiches Remake (mit Sochor, Rudle, Steinböck, Kratzl und Dvorak) feierte. Die Erzählung wurde 2000/2001 unter der Regie von Harald Sicheritz unter dem gleichnamigen Titel fürs Fernsehen verfilmt und am 21. Oktober 2001 erstmals ausgestrahlt.
Für das sirene Operntheater schrieb er im Herbst 2017 das Libretto Die Troerinnen.
Heinz Rudolf Unger starb am 12. Februar 2018 an Lungenkrebs. Er wurde am Wiener Zentralfriedhof bestattet.

## Werke
- Die Freiheit des Vogels im Käfig zu singen. Politische Lyrik und kritische Lieder. Mandelbaum, Wien 2018, ISBN 978-3-85476-562-2.
- Mae-Fly. Eine heiße Story. Illustrationen von Thilo Krapp. Dachs, Wien 2005, ISBN 3-85191-394-9.
- Löwenslauf. Roman. Haymon-Verlag, Innsbruck u. a. 2004, ISBN 3-85218-459-2. [9]
- Zwölfeläuten. Erzählung. Haymon-Verlag, Innsbruck 2001, ISBN 3-85218-360-X.
- Das Lied der Wasserflöhe, gezeichnet von Birgitta Heiskel, Dachs Verlag 2000, ISBN 3-85191-207-1.
- Karneval der Götter. Ein Griechenlandroman. Haymon-Verlag, Innsbruck 1999, ISBN 3-85218-287-5. [10]
- Däumling reist windwärts. Abenteuer eines Lehrlings in den 50er Jahren. 1. Auflage. Dachs-Verlag, Wien 1992, ISBN 3-900763-87-9. [11]
- Flügel hat mein Schaukelpferd Großformat, Kinderbuch in Reimen, gezeichnet von Winfried Opgenoorth. Dachs-Verlag, Wien 1991, ISBN 3-900763-68-2. – Musikkassette zum Buch: Musik Erich Meixner, Schmetterlinge, Adrea Tinhof, Maria Bill, Lena Rothstein. Extraplatte EX 131 MC, 1991.
- Die Proletenpassion. Dokumentation einer Legende. Europa-Verlag, Wien u. a. 1989, ISBN 3-203-51059-6. [12] – Auch als Album mit 3 LPs und Textbuch.
- Die Republik des Vergessens. Drei Stücke. Enthält: Unten durch, Zwölfeläuten, Hochhinaus. Europa-Verlag, Wien u. a. 1987, ISBN 3-203-50991-1.
- Hoch hinaus. Stück in drei Akten. Dritte Fassung. Sessler, Wien u. a. 1986.[Anm. 1]
- Unten durch. Acht Bilder vom Anfang des Friedens. Sessler, Wien u. a. 1979.[Anm. 2]
- In der Stadt der Barbaren. Serie Neue Perspektiven. Jugend und Volk, Wien u. a. 1971, ISBN 3-7141-6668-8 sowie ISBN 3-8113-6668-8.
- Die Troerinnen. Libretto für das sirene Operntheater. Nicht verlegt, abrufbar unter https://www.sirene.at/unger

## Auszeichnungen
- 1990: Österreichischer Staatspreis für Kinder- und Jugendliteratur
- 2004: Silbernes Ehrenzeichen für Verdienste um das Land Wien[13]